# Peter Mitchell-Thomson

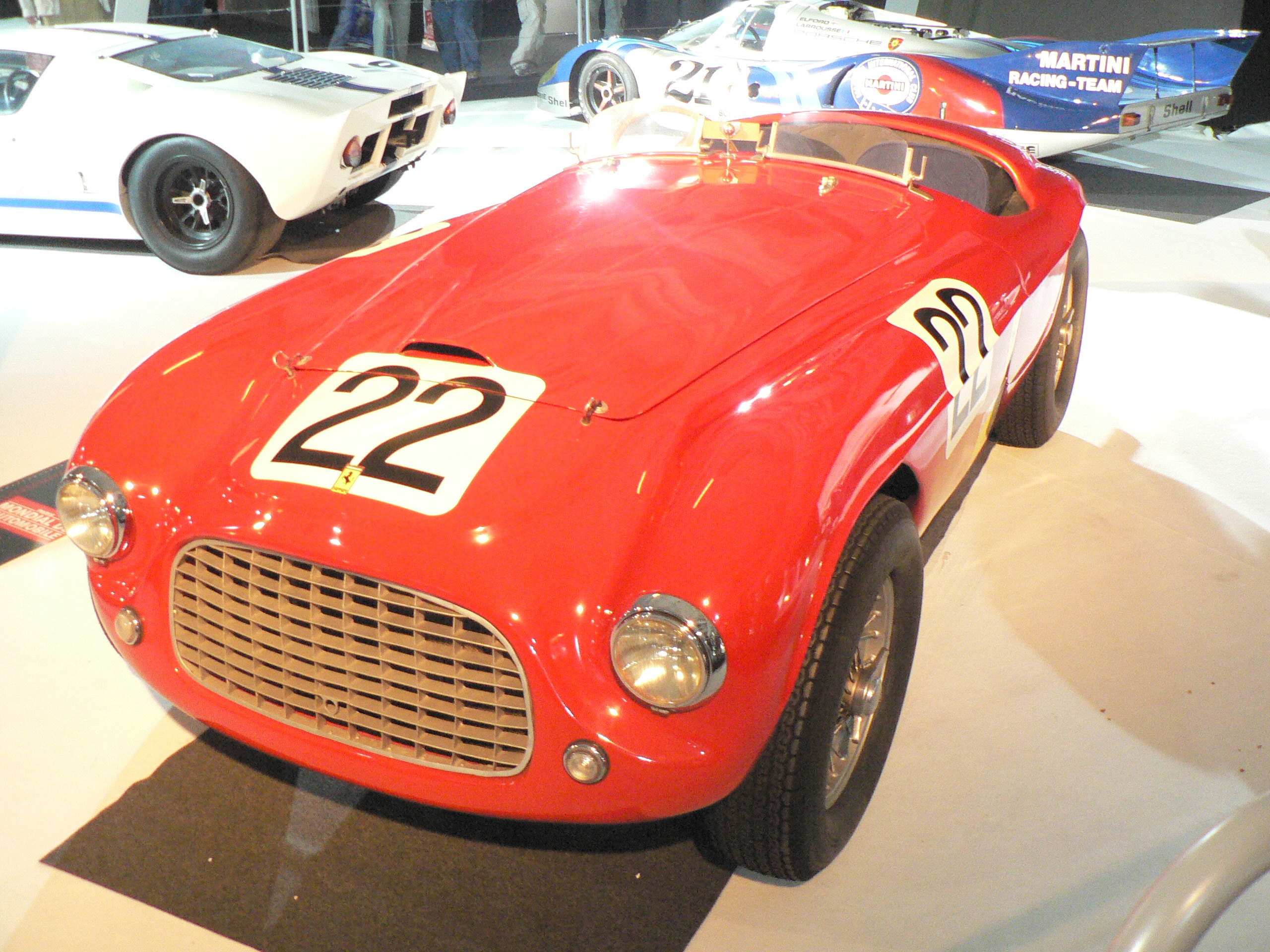
La Ferrari 166 MM de Chinetti/Selsdon, vainqueurs en 1949 des 24 Heures du Mans.

Peter Mitchell-Thomson (28 mai 1913 – 7 février 1963), 2e baron Selsdon, est un pilote automobile écossais qui, avec Luigi Chinetti, remporta les 24 Heures du Mans en 1949 au volant d'une Ferrari 166MM.

## Biographie
Il est le fils de William Mitchell-Thomson (1877-1938), 1er baron Selsdon, 2e baronnet, et père de Malcolm Mitchell-Thomson (né en 1937), 3e baron Selsdon.
Il pilota des voitures de sport dans les années 1930 et 1940, et courut pour la première fois au Mans en 1935, au volant d'une Frazer Nash TT Replica.
Aux 24 Heures du Mans 1939 sous le nom de Lord Selsdon il emmena la Lagonda V12 à la 4e place, puis il devient le premier écossais d'après guerre à remporter les 24 Heures du Mans. 
Il participe à quatre reprises à l'épreuve mancelle.